# 화개초등학교 (광주)
화개초등학교는 대한민국 광주광역시 서구 금호동에 있는 초등학교다.

## 학교 연혁
- 1999년 7월 20일 화개초등학교 설립 인가(완성)
- 1999년 7월 20일 화개초등학교 병설유치원 설립 인가
- 1999년 10월 1일 초대 교장 황선호 부임
- 1999년 11월 1일 화개초등학교 개교(6학급 - 88명)
- 2000년 3월 1일 화개초등학교 병설유치원 개원(1학급)
- 2005년 9월 1일 학급감축(40학급) 만호초등학교 분교
- 2019년 9월 1일 제7대 교장 김현자 부임
- 2020년 1월 8일 제 21회 졸업(189명)
- 2021년 1월 14일 제 22회 졸업(194명)
- 2022년 9월 1일 제8대 교장 정상준 부임
- 2022년 12월 30일 제 24회 졸업(157명)
- 2023년 1월 5일 제 25회 졸업(171명)

## 학교 상징
- 교화 - 진달래(얼과 전통) : 학교 앞 산(개금산)에 흐드러지게 피어 봄이면 주변 경관을 더욱 아름답게 수 놓으며, 교정에도 여기 저기 피어있어 마치 화개어린이들의 해맑은 얼굴을 보는 듯 하다.
- 교목 - 느티나무(안녕과 질서) : 학교 앞 개금산 자락 주위에 둘러 서 있는 느티나무 군락과 학교 밖 가로수는 물론이고 교문에서 현관까지 진입로에 푹 늘어서 있는 느티나무들, 시골 전통있는 마을 입구에 늠름하게 서 있어 지나가는 이의 더위와 비를 막아주는 아낌없이 주는 나무 포근함과 정겨움을 느끼게 한다.
- 교색 - 녹색(희망과 창의성) : 녹색이 상징하는 젊음과 평화로움, 그리고 모든 것을 조화롭게 포용하는 녹색을 교색으로 정함으로써 상상력과 창의성이 풍부한 화개어린이가 되기를 바라는 마음에서 녹색으로 정했다,

## 참고 자료
- 화개초등학교 - 한국교육학술정보원 학교알리미